# Gabriel Urgebadze
Gabriel (en georgiano: გაბრიელი, romanizado: tr), nacido Goderdzi Urgebadze (გოდერძი ურგებაძე; 26 de agosto de 1929 – 2 de noviembre de 1995) fue un monje ortodoxo georgiano venerado por su dedicada vida monástica y piedad. Con muchos milagros atribuidos a él, la tumba de Gabriel en Mtsjeta ha atraído a un número creciente de peregrinos. La Iglesia ortodoxa apostólica autocéfala de Georgia lo canonizó oficialmente como San Gabriel, Confesor y "Loco en Cristo" (წმ. ღირსი მამა გაბრიელი აღმსარებელი-სალოსი), el 20 de diciembre de 2012.

## Biografía
Gabriel nació como Goderdzi Urgebadze en Tiflis, (Georgia) en la familia de un funcionario del partido comunista, quien fue asesinado en 1931. Después de un servicio obligatorio en el Ejército Rojo, decidió unirse a la vida monástica y se convirtió en un monje bajo el nombre de Gabriel en 1955. Se hizo famoso al prender fuego a una pancarta que representaba Vladimir Lenin durante un desfile del Día Internacional de los Trabajadores en el centro de Tiflis en 1965. Fue arrestado, juzgado, declarado como psicótico y confinado en un hospital psiquiátrico durante siete meses. 
También se publicó un relato de este incidente en el Occidente, en el ortodoxo zine  Death to the World  en 1994.
Gabriel pasó gran parte de su vida posterior en el convento de Santa Ninó, un convento junto al Monasterio de Samtavro en Mtsjeta, una antigua ciudad al norte de Tiflis. Murió allí en 1995 y fue enterrado en el cementerio de Samtavro.

## Veneración

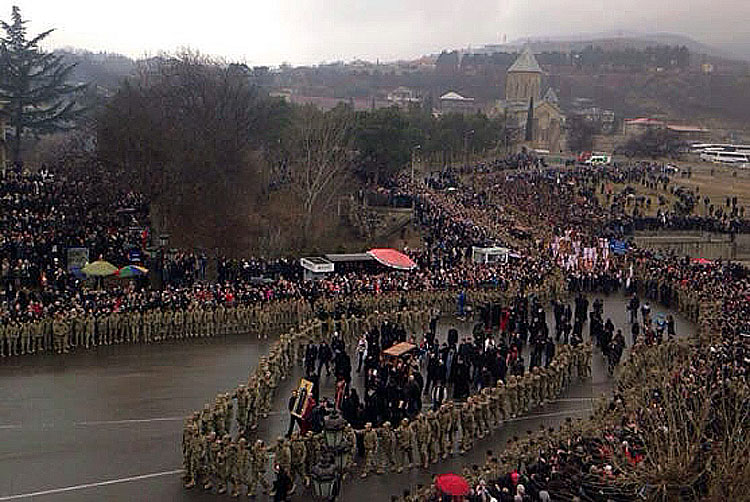
Descubrimiento de las reliquias de San Gabriel, Monasterio de Samtavro, 22 de febrero de 2014

Los seguidores ortodoxos creen que el monje Gabriel poseía poderes de curación y profecía, mientras que sus restos se consideran incorruptos. El aceite de una lámpara que ardía constantemente en su tumba en Mtsjeta también se consideró milagroso. La tumba se convirtió en un lugar de peregrinación cada vez más popular. Las reliquias de Gabriel fueron exhumadas para su entierro en una cripta especial dentro del monasterio Samtavro en febrero de 2014. Antes del entierro, su cuerpo descansaba en cuatro grandes catedrales ortodoxas en Georgia, atrayendo a miles de peregrinos de todo el país.